# フォーエヴァー・チェンジズ
『フォーエヴァー・チェンジズ』（Forever Changes）は、アメリカ合衆国のバンド、ラヴが1967年に発表した3作目のスタジオ・アルバム。リリース当時は大きな成功に至らなかったが、多くの批評家によって高く評価されてきた作品である。

## 背景
ブルース・ボトニックによれば、当初はニール・ヤングを共同プロデューサーに迎える案もあったが、当時ヤングはバッファロー・スプリングフィールドとしての活動に拘束されており、体調も思わしくなかったため、最終的にはボトニックとバンドの中心人物アーサー・リーの共同プロデュース体制となった。また、ジョン・エコールズによれば、一つの物語を綴ったナレーションと楽曲を組み合わせ、2枚組LPのコンセプト・アルバムとして発売するアイディアもあったが、物語は完成せず、最終的に収録された楽曲に関しても、その物語に基づいた曲が全部完成するには至らなかったという。
ブルース・ボトニックと「エレクトラ」創設者のジャック・ホルツマンは、本作にはストリングスが必要と判断してデヴィッド・エンジェルをアレンジャーとして招いたが、ホルツマンによれば、アーサー・リーはこのアイディアに反対していたという。また、「アンドモアアゲイン」と「ザ・デイリー・プラネット」では、ビリー・ストレンジ（ギター）、ドン・ランディ（ピアノ）、ハル・ブレイン（ドラムス）といったスタジオ・ミュージシャンが起用され、ベースはキャロル・ケイが弾いたといわれている。

## 反響
リリース当時はセールス的に大きな成功を収められず、Billboard 200では154位に終わり、ラヴのアルバムとしては初めて全米トップ100入りを逃す結果となった。また、シングル「アローン・アゲイン・オア」は、Billboard Hot 100入りを果たしたものの最高99位に終わった。

## 評価
マーク・デミングはオールミュージックにおいて満点の5点を付け「ラヴの『フォーエヴァー・チェンジズ』は、1967年の初リリース時にはチャートにおいて大した注意を引くことができなかったが、何年も後になって、サマー・オブ・ラブから生まれたアルバムの中でも特に優れ、特に忘れられない作品の一つとして認識されるようになった」「ラヴの初期2作において支配的だった鋭利なエレクトリック・ギターは、ここでも時折、"A House Is Not a Motel"や"Live and Let Live"といった曲で登場しているが、『フォーエヴァー・チェンジズ』の大部分は、折り重なったアコースティック・ギターと、メロディを補強・強調するストリングスやホーンによる繊細なオーケストレーションを中心に構築されている」と評している。Richard Cromelinは2001年3月9日付の『ロサンゼルス・タイムズ』紙において「時に時代遅れな骨董品と感じられることもあるとはいえ、『フォーエヴァー・チェンジズ』は、その型破りな構成と魅惑的な質感により、今なお挑戦的かつ爽快なアルバムであり続けている」と評している。また、ロバート・プラントは、最も好きなアルバムの一つとして本作を挙げている。
『ローリング・ストーン』誌が選出した「オールタイム・グレイテスト・アルバム500」では40位にランク・イン。2008年にはグラミーの殿堂入りを果たした。また、ピッチフォーク・メディアのスタッフが2017年に選出した「1960年代のベスト・アルバム200」では33位となった。

## リイシュー
ライノ・エンタテインメントから発売された2枚組CDのコンピレーション・アルバム『Love Story 1966-1972』には、本作からの全11曲が完全収録された。
2001年発売のリマスターCDには7曲のボーナス・トラックが追加され、そのうち「ユア・マインド・アンド・ウィ・ビロング・トゥギャザー」と「ラフィング・ストック」は、本作リリース後の1968年1月30日に録音されたシングル曲である。イギリスでは、2001年再発盤が全英アルバムチャートで最高63位を記録し、オリジナル・リリース時には叶わなかった全英チャート入りを果たした。

## 収録曲
特記なき楽曲はアーサー・リー作。
1. アローン・アゲイン・オア - "Alone Again Or" (Bryan MacLean) - 3:17
2. ア・ハウス・イズ・ノット・ア・モーテル - "A House Is Not a Motel" - 3:31
3. アンドモアアゲイン - "Andmoreagain" - 3:18
4. ザ・デイリー・プラネット - "The Daily Planet" - 3:30
5. オールド・マン - "Old Man" (B. MacLean) - 3:02
6. ザ・レッド・テレフォン - "The Red Telephone" - 4:46
7. クラーク・アンド・ヒルデール - "Maybe the People Would Be the Times or Between Clark and Hilldale" - 3:34
8. リヴ・アンド・レット・リヴ - "Live and Let Live" - 5:26
9. ザ・グッド・ヒューモア・マン - "The Good Humor Man He Sees Everything Like This" - 3:08
10. バマー・イン・ザ・サマー - "Bummer in the Summer" - 2:24
11. ユー・セット・ザ・シーン - "You Set the Scene" - 6:56

### 2001年デラックス・エディション盤ボーナス・トラック
1. ハミングバード（デモ） - "Hummingbirds" - 2:43
2. ワンダー・ピープル（アウトテイク） - "Wonder People (I Do Wonder)" - 3:27
3. アローン・アゲイン・オア（オルタネイト・ミックス） - "Alone Again Or (Alternate Mix)" (B. MacLean) - 2:55
4. ユー・セット・ザ・シーン（オルタネイト・ミックス） - "You Set the Scene (Alternate Mix)" - 7:01
5. ユア・マインド・アンド・ウィ・ビロング・トゥギャザー（トラッキング・セッションズ・ハイライツ） - "Your Mind and We Belong Together (Tracking Session Highlights)" - 8:16
6. ユア・マインド・アンド・ウィ・ビロング・トゥギャザー - "Your Mind and We Belong Together" - 4:27
7. ラフィング・ストック - "Laughing Stock" - 2:31

## 参加ミュージシャン
- アーサー・リー - リード・ボーカル、ギター
- ブライアン・マクリーン - リード・ボーカル(on #1, #5)、バッキング・ボーカル、リズムギター
- ジョン・エコールズ - リードギター
- ケン・フォーシ - ベース
- マイケル・スチュアート - ドラムス

アディショナル・ミュージシャン
2001年デラックス・エディション盤(R2 76717)のブックレットに記載されたクレジットでは、キャロル・ケイに関しては「poss（恐らく）」という扱いになっている。
- デヴィッド・エンジェル - オーケストレーション
- ストリングス・セクション
  - リチャード・バレーン、アーノルド・ベルニック、ジェイムズ・ゲッツォフ、マーシャル・ソスーン、ダレル・ターウィリガー - ヴァイオリン
  - ノーマン・ボトニック - ヴィオラ
  - ジェシ・エールリッヒ - チェロ
  - チャック・バーグホーファー - コントラバス
- ブラス・セクション
  - バド・ブリスボイス、ロイ・ケイトン、オリー・ミッチェル - トランペット
  - リチャード・リース - トロンボーン
- ビリー・ストレンジ - ギター(on #3, #4)
- ドン・ランディ - ピアノ(on #3, #4)
- キャロル・ケイ - ベース(on #3, #4)
- ハル・ブレイン - ドラムス(on #3, #4)